# Vodní mlýn Tamíř
Vodní mlýn Tamíř v Petrovicích u Sušice v okrese Klatovy je vodní mlýn, který stojí ve východní části obce na Kepelském potoce před jeho soutokem s Volšovkou. Je chráněn jako nemovitá kulturní památka České republiky.

## Historie
Mlýn na Tamíři stojí v místech bývalého zemanského statku, zničeného v pobělohorské době. 7. července 1782 jej majitel Vilém Mýdlo prodal i s polnostmi Jakubu Blahníkovi za 550 rýnských zlatých. Poslední majitel z rodu Blahníků předal mlýn s pilou dceři Josefě a budoucímu zeti Jiřímu Luhanovi za 1220 zlatých.
V roce 1823 mlýn vyhořel, ale již o dva roky později byl znovu vystavěn Jiřím Luhanem. Toho roku byly na novou kamennou mlýnici přidány vázy s pokličkami, „kalichy“, a na kamenném prahu vytesán letopočet.

## Popis
Zděná budova mlýna je patrová a má malebné, barokně zvlněné štíty. Areál doplňuje zděná stodola a náhon s dvojicí kamenných mostků. Barokní stodola má spojení krokví řešeno systémem rozštěpu. Voda na vodní kolo vedla náhonem; vodní kolo zaniklo.
Mlýnice ve stylu lidového baroka měla původně na předním štítě 5 a na zadním 3 vázy. Jednu z nich při sejmutí v roce 1922 daroval tehdejší majitel mlýna Václav Luhan do sušického muzea (nedochovalo se). Poslední, umístěná na střeše, byla zničena střelbou v roce 1945.
Pověst
```
„Kdysi dávno žilo v Pootaví devět králů. Jednou se sešli poblíž Libětic, aby si stanovili hranice svých království a nastolili věčný mír. Seděli při tom na devíti kamenných stolcích a připíjeli si z devíti kalichů. Jeden z nich je pak odvezl na svůj hrad. Později jeho rod schudl a nakonec vlastnil jen mlýn Tamíř u Petrovic. Zde také po staletí uchovávali na paměť bohatýrských časů oněch devět kalichů. Byly zachráněny při požáru, kdy starý dřevěný mlýn shořel. Jeden z posledních majitelů je pak nechal vyzvednout do štítu nového kamenného mlýna. Před sto lety byly nakonec odstraněny fanatickým farářem, jako nepřípustná připomínka.“ (Ondřej Fibich, Prácheňský poklad, rukopisná sbírka 1979 - 2019)
[
1
]
```